# Algodre
Algodre ist ein nordwestspanischer Ort und eine Gemeinde (municipio) mit 135 Einwohnern (Stand: 2024) im Osten der Provinz Zamora der Autonomen Gemeinschaft Kastilien-León. 

## Lage
Algodre liegt in der kastilischen Hochebene in einer Höhe von etwa 660 m. Das Stadtzentrum der Provinzhauptstadt Zamora ist nur etwa zwölf Kilometer (Fahrtstrecke) in westsüdwestlicher Richtung entfernt. Das Klima im Winter ist durchaus kalt, im Sommer dagegen warm bis heiß; die eher spärlichen Regenfälle (429 mm/Jahr) fallen verteilt übers ganze Jahr.

## Bevölkerungsentwicklung
| Jahr      | 1970 | 1981 | 1991 | 2001 | 2011 | 2021 |
| Einwohner | 386  | 328  | 242  | 180  | 177  | 135  |

## Sehenswürdigkeiten
- Marienkirche (Iglesia de Nuestra Señora de Belén)

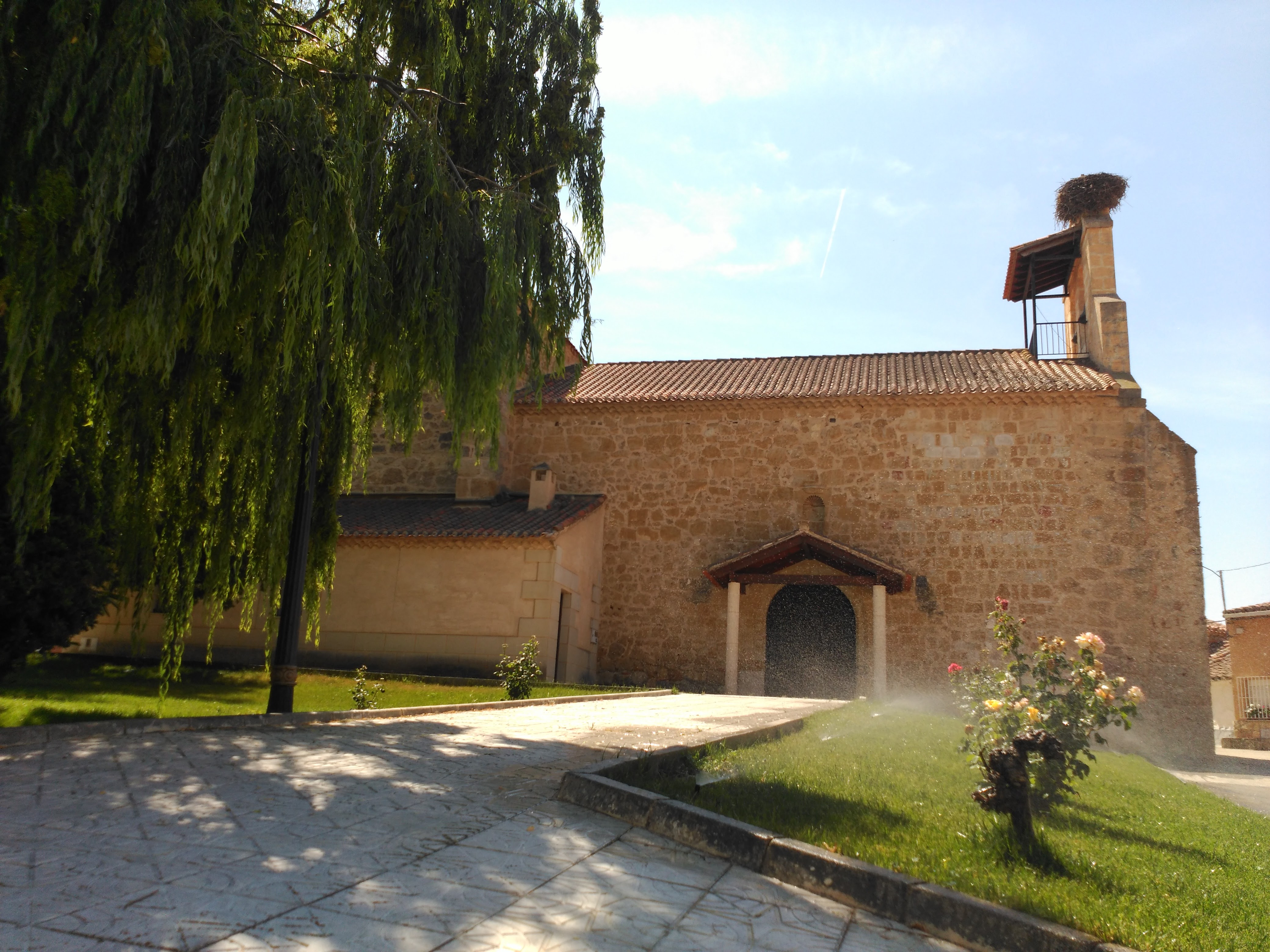
Marienkirche